# Джордж де Форест Браш
Джордж де Форест Браш (англ. George de Forest Brush; 1855—1941) — американський художник. У співпраці зі своїм другом, художником Ебботом Теєром, зробив вагомий внесок у створення військового камуфляжу.

## Біографія
Народився 28 вересня 1855 року в місті Шелбівіль (англ. Shelbyville), штат Теннессі, в сім'ї Альфреда Кларка (Alfred Clark Brush) і його дружини Ненсі Дуглас (Nancy Douglas), що переїхали з Нової Англії в місто Данбері, штат Коннектикут.
Спочатку навчався в Національній академії дизайну в Нью-Йорку, потім продовжив навчання в Парижі в школі вишуканих мистецтв під керівництвом Жана-Леона Жерома, де студентом був і Еббот Теєр. У 1880 році він повернувся в США.
Після повернення з Парижа, в цьому ж 1880 році разом з своїм братом здійснив поїздку в Вайомінг. Тут він затримався на кілька місяців, жив серед корінних американців, у тому числі арапахо, кроу і шошонов. Коли він повернувся додому, то написав ряд малюнків на тему з життя індіанців. На початку 1880-х років деякі з них були опубліковані в відомих періодичних виданнях, включаючи Harper's Weekly і Magazine The Century, як свідчення очевидців життя корінного населення Америки. Пізніше він звернувся до епохи Відродження, де на його роботах у якості натурщиків були жінки та діти.
Серед численних нагород художника були медалі на Всесвітній виставці в Чикаго (1893), Всесвітній виставці в Парижі (1900), Панамериканської виставці в Буффало (1901) і Всесвітній виставці в Сент-Луїсі (1904). Де Форест Браш був обраний членом товариства американських художників, Національної академії дизайну (1908) і Американської академії мистецтв і літератури (1910).
Помер 24 квітня 1941 року в місті Хановер, штат Нью-Гемпшир. Був похований на кладовищі (Dublin Town Cemetery) міста Даблін, Нью-Гемпшир.

Деякі роботи
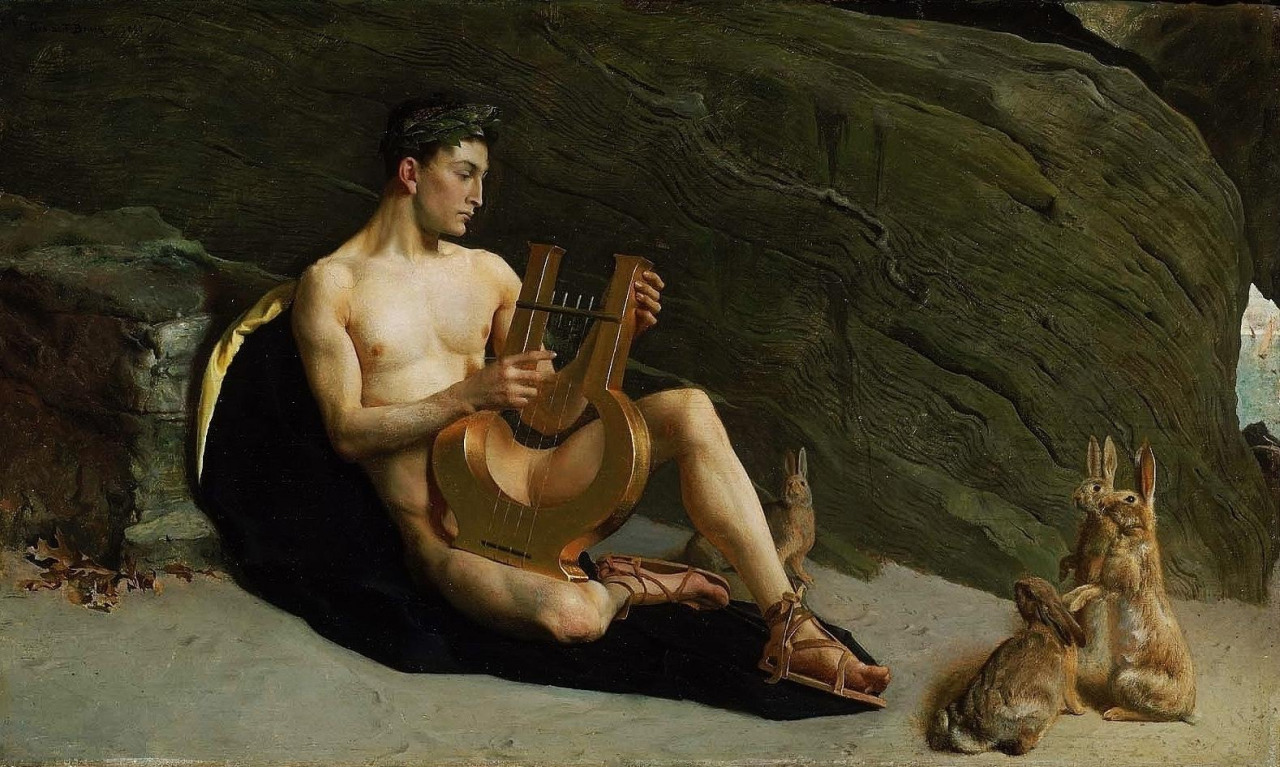
Orpheus
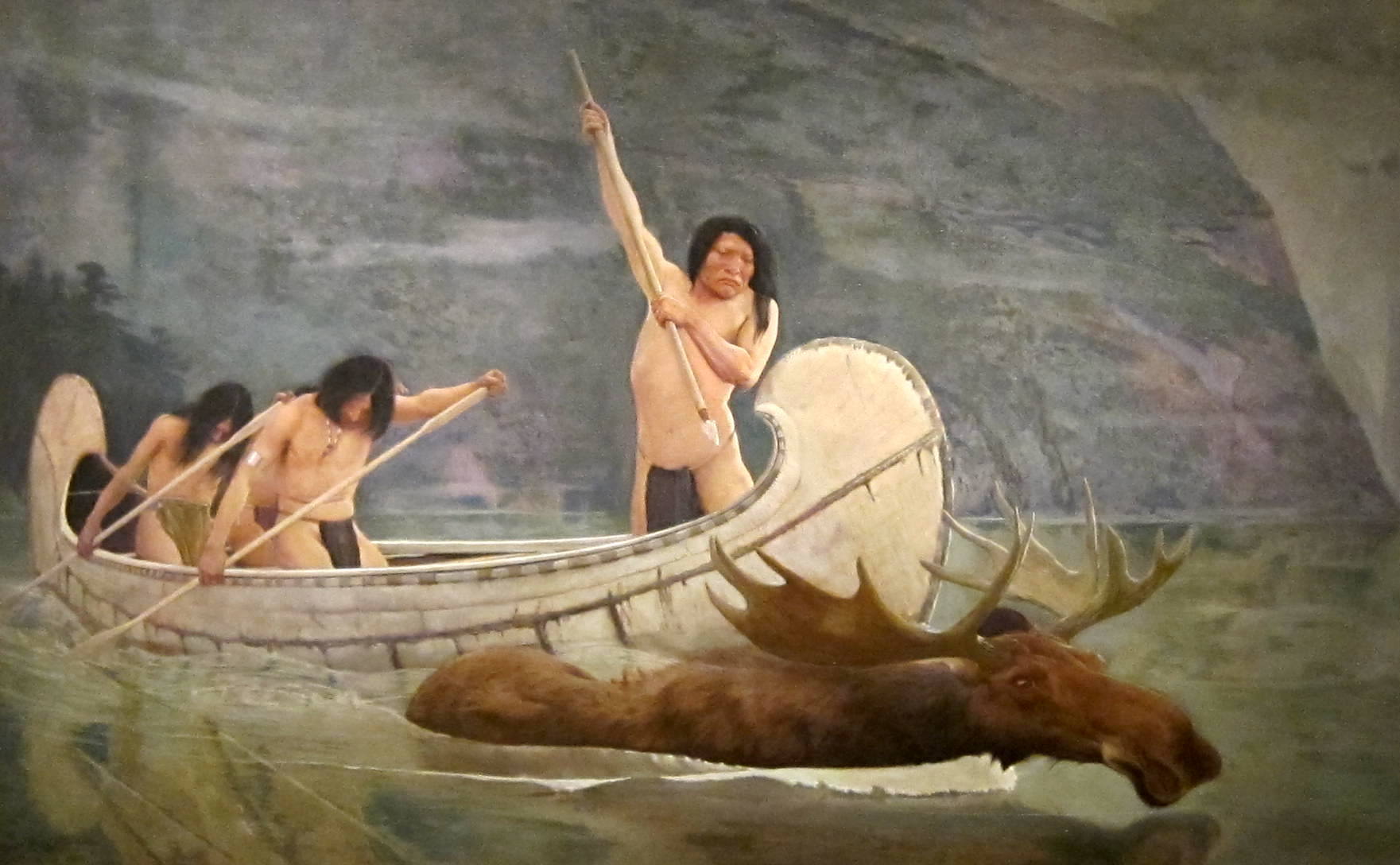
The Moose Chase

### Сім'я
З 1886 року був одружений з художницею і авіаторкою Мері Браш (Mary «Mittie» Taylor Whelpley Brush, 1865—1949). У сім'ї було дев'ятеро дітей. Їхній син Жером Браш (1888—1954) став скульптором. Майже тридцять років по тому його старша дочка, живописець і театральний художник Nancy Douglas Bowditch (1890—1979), опублікувала яскраву роботу про життя батька. Його праправнук Лінкольн Чейфі (нар.. 1953) є американським політиком — 74-м губернатором штату Род-Айленд.
Родичкою художника є юна художниця-сюрреалістка Отем де Форест.

## Робота в області камуфляжу
Сім'я художника часто проводила літо в Дабліні, штат Нью-Гемпшир, де була колонія художників, і де вони зрештою зупинилися. У числі інших жителів колонії і містечка був Еббот Теєр, який зацікавився захисним забарвленням у природі, яке потім застосував для людей у вигляді камуфляжу. У 1898 році обидва художника працювали над способами камуфляжу у військових цілях. Тайера був розроблений принцип камуфляжу, названий Countershading (інша назва Thayer's Law), який використовувався для зниження помітності корабляів. Пізніше він був запатентований на обох художників, як патент США № 715013 — «Process of Treating the Outside of Ships, etc., For Making Them Less Visible».
Дружина Джорджа була піонером авіації в США і в 1916 році вони придбали літак Morane-Borel monoplane (також відомий як Morane-Saulnier). Художник експериментував з літаком, щоб зменшити його видимість, роблячи крила і фюзеляж прозорими. Його дружина Мері теж брала участь в цій роботі.